# Liste des porte-drapeau à la cérémonie d'ouverture des Jeux paralympiques d'hiver de 2018
Cet article répertorie la liste des porte-drapeau des Jeux paralympiques d'hiver de 2018 à PyeongChang en Corée du Sud lors de la Cérémonie d'ouverture des Jeux paralympiques d'hiver de 2018 qui se déroule le 9 mars 2018 au Stade olympique de Pyeongchang à 20h heure locale.
Cette liste est classée dans l'ordre dans lequel les délégations nationales ont défilé. Conformément à la tradition, la dernière délégation, clôturant la parade, est celle du pays hôte, ici la Corée du Sud. Comme toujours, l'ensemble des autres comités nationaux défilent dans l'ordre alphabétique de la langue de la nation organisatrice des Jeux, le coréen.

## Liste des porte-drapeau
Chaque ligne indique le nom du porte-drapeau, sa discipline et la délégation qu'il représente.
| Ordre | CNO                | Nom coréen             | Porte-drapeau                            | Discipline              |
| ----- | ------------------ | ---------------------- | ---------------------------------------- | ----------------------- |
| 1     | Grèce              | 그리스                 | Konstantinos Petrakis                    | Snowboard               |
| 2     | Pays-Bas           | 네덜란드               | Bibian Mentel-Spee                       | Snowboard               |
| 3     | Norvège            | 노르웨이               | Birgit Skarstein                         | Ski de fond             |
| 4     | Nouvelle-Zélande   | 뉴질랜드               | Corey Peters                             | Ski alpin               |
| 5     | Danemark           | 덴마크                 | Daniel Wagner Jørgensen                  | Snowboard               |
| 6     | Allemagne          | 독일                   | Andrea Eskau                             | Biathlon et Ski de fond |
| 7     | Roumanie           | 루마니아               | Mihaita Papara                           | Snowboard               |
| 8     | Mexique            | 멕시코                 | Arly Velásquez                           | Ski alpin               |
| 9     | Mongolie           | 몽골                   | Ganbold Batmunkh                         | Ski de fond             |
| 10    | États-Unis         | 미국                   | Mike Schultz                             | Snowboard               |
| 11    | Belgique           | 벨기에                 | Eléonor Sana                             | Ski alpin               |
| 12    | Biélorussie        | 벨라루스               | Liudmila Vauchok                         | Ski de fond             |
| 13    | Bosnie-Herzégovine | 보스니아 헤르체고비나  | Ilma Kazazić                             | Ski alpin               |
| 14    | Bulgarie           | 불가리아               | Svetoslav Georgiev                       | Ski de fond             |
| 15    | Brésil             | 브라질                 | Aline Dos Santos Rocha                   | Ski de fond             |
| 16    | Serbie             | 세르비아               | Miloš Zarić                              | Ski de fond             |
| 17    | Suède              | 스웨덴                 | Ronny Persson                            | Curling                 |
| 18    | Suisse             | 스위스                 | Felix Wagner                             | Curling                 |
| 19    | Espagne            | 스페인                 | Astrid Fina                              | Snowboard               |
| 20    | Slovaquie          | 슬로바키아             | Henrieta Farkašová (et Natália Šubrtová) | Ski alpin               |
| 21    | Slovénie           | 슬로베니아             | Jernej Slivnik                           | Ski alpin               |
| 22    | Arménie            | 아르메니아             | Stasik Nazaryan                          | Ski de fond             |
| 23    | Argentine          | 아르헨티나             | Enrique Plantey                          | Ski alpin               |
| 24    | Islande            | 아이슬란드             | Hilmar Snaer Ovarsson                    | Ski alpin               |
| 25    | Andorre            | 안도라                 | Roger Puig Davi                          | Ski alpin               |
| 26    | Grande-Bretagne    | 영국                   | Owen Pick                                | Snowboard               |
| 27    | Australie          | 오스트레일리아         | Joany Badenhorst                         | Snowboard               |
| 28    | Autriche           | 오스트리아             | Claudia Lösch                            | Ski alpin               |
| 29    | Ouzbékistan        | 우즈베키스탄           | Yokutkhon Kholbekova                     | Ski de fond             |
| 30    | Ukraine            | 우크라이나             | Vitaliy Lukyanenko                       | Biathlon et Ski de fond |
| 31    | Iran               | 이란                   | Elaheh Gholifallah                       | Ski de fond             |
| 32    | Italie             | 이탈리아               | Florian Planker                          | Hockey sur luge         |
| 33    | Japon              | 일본                   | Momoka Muraoka                           | Ski alpin               |
| 34    | Corée du Nord      | 조선민주주의인민공화국 | Jonghyon Kim                             | Ski de fond             |
| 35    | Géorgie            | 조지아                 | Temuri Dadiani                           | Ski de fond             |
| 36    | Chine              | 중국                   | Yuanyuan Peng                            | Ski de fond             |
| 37    | Russie (NPA)       | 패럴림픽 중립 선수단   |                                          |                         |
| 38    | République tchèque | 체코                   | Miroslav Hrbek                           | Hockey sur luge         |
| 39    | Chili              | 칠레                   | Diego Seguel                             | Ski alpin               |
| 40    | Kazakhstan         | 카자흐스탄             | Kairat Kanafin                           | Ski de fond             |
| 41    | Canada             | 캐나다                 | Brian McKeever                           | Ski de fond             |
| 42    | Croatie            | 크로아티아             | Eva Goluza                               | Ski alpin               |
| 43    | Tadjikistan        | 타지키스탄             | Siyovush Ilyasov                         | Ski de fond             |
| 44    | Turquie            | 터키                   | Mehmet Çekiç                             | Ski alpin               |
| 45    | Pologne            | 폴란드                 | Kamil Rosiek                             | Ski de fond et biathlon |
| 46    | France             | 프랑스                 | Marie Bochet                             | Ski alpin               |
| 47    | Finlande           | 핀란드                 | Matti Suur-Hamari                        | Snowboard               |
| 48    | Hongrie            | 헝가리                 | Zsolt Balogh                             | Ski alpin               |
| 49    | Corée du Sud       | 대한민국               | Sin Eui-hyun                             | Biathlon et Ski de fond |